# Конева къща
Къщата музей „Блаже Конески“ (на македонска литературна норма: Спомен куќа „Блаже Конески“) е възрожденска къща в прилепското село Небрегово, Северна Македония. Сградата е обявена за значимо културно наследство на Република Македония.
Роден дом на комунистическия филолог македонист Блаже Конески, сградата е превърната в негова къща музей, част от Институт за защита на паметниците на културата и музей – Прилеп.

## Описание
Сградата е разположена в центъра на селото. Изградена е в края на XIX – началото XX век. Състои се от приземие и етаж и е от така наречения затворен тип – без отворен чардак. Помощните стопански обекти са периферно в двора.